# Punch Powertrain
Punch Powertrain est un fabricant de boîtes de vitesses belge basé à Saint-Trond en Belgique. 
Le produit principal de la société sont des boîtes de vitesses à variation continue (CVT) pour les voitures hybrides et électriques, Punch Powertrain a aussi développé une transmission à double embrayage.
La société fournit la plupart des constructeurs automobiles chinois avec son usine de Nankin.

## Histoire
La société anonyme, « DAF Produktie Sint-Truiden N.V. » est fondée comme filiale de DAF automobiles. L’entreprise marque immédiatement l’histoire de l’automobile avec une boîte de vitesses automatique, la Variomatic. Le « levier de vitesse intelligent » était un système de transmission à variation continue (CVT) pour propulsions sur la base de deux courroies en caoutchouc.
Punch Powertrain a été fondée en 1972 en tant que filiale de DAF. L'usine est devenu célèbre pour le développement de la transmission Variomatic. De 1975 à 1997, l'usine appartient au groupe Volvo, puis jusqu'en 2005 à ZF Getriebe. En 2006, la société Punch International est créée par Guido Dumarey, en 2016 a l'entreprise Punch Powertrain est acquise par le groupe chinois Yinyi Group.
L'entreprise est leader sur le marché et développe actuellement des boîtes à double embrayage et des systèmes de propulsion hybrides (48V et plug-in hybrid) et électriques. Punch Powertrain vise un chiffre d'affaires annuel de 2,5 milliards d'euros en 2022, soit au moins le triple de celui réalisé en 2017.

## Sites
- Saint-Trond, Belgique
- Eindhoven, Pays-Bas (centre de R&D)
- Nanjing, Chine
- Flechtorf, Allemagne
- Clermont-Ferrand, France[7]
- Munich, Allemagne
- Turin, Italie